# K.D. Bagga
K.D. Bagga (ca. 1940) is de beroemdste golfbaanarchitect van India. Hij woont in New Delhi.
Bagga was civiel ingenieur en beroepsmilitair. Hij noemt zichzelf kolonel Bagga. Na zijn militaire carrière richtte hij 
Bagga's Golf Management Group op en werd hij golfbaanarchitect. Hij ging onder meer in de leer bij Alister MacKenzie. Hij werkt nu veel samen met Jeev Milkha Singh, de hoogstgeplaatste Indiase speler op de wereldranglijst (top 200 in 2012). Sinds 2011 is Bagga betrokken bij zijn twaalfde project: de aanleg van een baan in Panchsheels Park in Rajasthan.
Bagga vindt het niet belangrijk dat een golfbaan achttien holes heeft. Een 18-holesbaan is alleen belangrijk als wedstrijdbaan waar grote toernooien worden gehouden. Een golfbaan mag van hem best negen holes hebben of zelfs zes. De kosten van het onderhoud van een grote baan zijn hoog, maar ook de benodigde hoeveelheid land en water zijn niet altijd beschikbaar. Door veel kleinere banen aan te leggen, kunnen veel meer mensen kennismaken met de sport.

## Banen
- Gulmohar Greens Golf and Country Club in Ahmedabad, 9 holes[2]
- Township Shantigra bij Ahmedabad, 9 holes en academy
- Kensville Golf & Country Club in Ahmedabad, 18 holes championship course
- Maneri Golf Village, kijkt uit over de Arabische Zee, 18 holes championship course
- Grand Intercontinental Resort, 9 holes
- Mitsu Industries, Vapi-Daman, 9 holes
- Goa Golf Greens, kijkt uit over de Arabische Zee, 9 holes met dubbele tees[3]
- Jammu Tawi Golf Course in Sidhra (langs de Tawi rivier)
- HUDA, Panchkula, 18 holes championship course
- Panchsheels Park in Rajasthan[4]

Op de Kensville Golf & Country Club wordt sinds 2011 de Gujarat Kensville Challenge van de Europese Challenge Tour gespeeld.